# 上沢 (富士見市)
上沢（かみさわ）は、埼玉県富士見市の町名。現行行政地名は上沢一丁目から上沢三丁目。郵便番号は354-0034。

## 地理
富士見市西部に位置する。東武東上本線鶴瀬駅とふじみ野駅の間にあり、入間郡三芳町とふじみ野市に隣接している。

## 歴史

### 沿革
- 1973年（昭和48年）11月1日 - 住居表示の実施により[5]、大字鶴馬の一部から上沢三丁目が成立[4]。なお、上沢一丁目および二丁目は先行して同年8月に同様に成立している[5]。

## 世帯数と人口
2017年（平成29年）10月1日現在の世帯数と人口は以下の通りである。
| 丁目       | 世帯数    | 人口    |
| ---------- | --------- | ------- |
| 上沢一丁目 | 1,337世帯 | 3,008人 |
| 上沢二丁目 | 506世帯   | 1,179人 |
| 上沢三丁目 | 679世帯   | 1,624人 |
| 計         | 2,522世帯 | 5,811人 |

## 小・中学校の学区
市立小・中学校に通う場合、学区（校区）は以下の通りとなる。
| 丁目       | 番地 | 小学校                   | 中学校                   |
| ---------- | ---- | ------------------------ | ------------------------ |
| 上沢一丁目 | 全域 | 富士見市立鶴瀬小学校     | 富士見市立勝瀬中学校     |
| 上沢二丁目 | 全域 | 富士見市立鶴瀬小学校     | 富士見市立勝瀬中学校     |
| 上沢三丁目 | 全域 | 富士見市立つるせ台小学校 | 富士見市立富士見台中学校 |

## 交通
上述のように地内を東武東上本線鶴瀬駅 - ふじみ野駅間が通るが、駅はない。南部は前者、北部は後者が最寄り駅である。

### バス
- 国際興業バス
  - ふじみ野駅 - ららぽーと富士見 - 南与野駅線（ふじ05・ふじ10） - ふじ05はららぽーと富士見止まりで、東武バスウエストと共同運行。

### 道路
- 埼玉県道266号ふじみ野朝霞線 - この道路が北東部境界となっている。

## 施設
- 上沢1丁目集会所
- 上沢2丁目集会所
- 上沢3丁目集会所
- 薬師堂[4]
- 上沢公園
- なかよし公園
- セイコーモータースクール - ふじみ野市市沢とに跨る。

かつては二丁目に鶴瀬児童公園があった。また、三丁目に富士見市立上沢小学校があったが、閉校。跡地は上沢公園などになっている。